# 菲爾莫爾 (北達科他州)
菲爾莫爾（英語：Fillmore）是位於美國北達科他州本森縣的非建制地區。

## 歷史
菲爾莫爾的郵局於1901年設立，其後於1989年停運。

## 地理
菲爾莫爾所處的海拔為高於海平面486米（即1594英呎），而該地所採用的時區為UTC-6，即北美中部时区（CST）。同時該地設有夏令時間，為UTC-6調快一小時，即UTC-5（CDT）。